# مورائوکا ۵۱۲۴
سیارک ۵۱۲۴ (به انگلیسی: 5124 Muraoka، نامگذاری:1989CW) پنج هزار و صد و بیست و چهارمین سیارک کشف شده‌است که در ۴ فوریه ۱۹۸۹ کشف شد.
قدر مطلق سیارک برابر ۱۳٫۸۰ است.